# Roberto Di Maio
Roberto Di Maio (sinh ngày 21 tháng 9 năm 1982 ở Naples) là một cầu thủ bóng đá người San Marino gốc Ý thi đấu ở vị trí Hậu vệ cho San Marino Calcio.

## Sự nghiệp quốc tế
Di Maio, cho rằng anh có thể sẽ đồng ý triệu tập vào Đội tuyển bóng đá quốc gia San Marino nếu được yêu cầu.